# فول‌ول (مینیاپولیس)
فول‌ول (به انگلیسی: Folwell) یک منطقهٔ مسکونی در ایالات متحده آمریکا است که در مینیاپولیس واقع شده‌است. فول‌ول ۵٬۳۴۴ نفر جمعیت دارد.